# Wiktor Abaza
Wiktor Iwanowicz Abaza, ros. Виктор Иванович Абаза (ur. 10 sierpnia?/22 sierpnia 1864 w Charkowie, zm. 28 lipca 1931 w Warszawie) – rosyjski, a następnie ukraiński wojskowy (pułkownik), emigracyjny działacz kombatancki

## Życiorys
W 1883 ukończył korpus kadetów w Pskowie, zaś w 1884 2 Konstantynowską Szkołę Wojskową. Służył w stopniu podporucznika w 41 Brygadzie Artylerii. W 1888 awansował do stopnia porucznika, w 1895 sztabskapitana, zaś w 1898 – kapitana. 
W latach 1904–1905 brał udział w wojnie rosyjsko-japońskiej, dowodząc różnymi bateriami 31 Brygady Artylerii. Następnie w stopniu podpułkownika objął dowództwo 7 Baterii Brygady. W 1910 został dowódcą 10 Artyleryjskiego Dywizjonu Moździerzy. 
Brał udział w I wojnie światowej. Od grudnia 1914 w stopniu pułkownika dowodził 2 Dywizjonem 9 Brygady Artylerii. Następnie pełnił funkcję adiutanta w sztabie X Korpusu Armijnego. Od połowy 1917 uczestniczył w ukrainizacji oddziałów wojskowych armii rosyjskiej. Pod koniec 1917 przeszedł do armii ukraińskiej. Od pocz. marca 1918 dowodził 23 Lekkim Pułkiem Artylerii. Od końca listopada tego roku pełnił funkcję zastępcy dowódcy 14 Lekkiej Brygady Artylerii. W połowie czerwca 1919 wstąpił do Armii Północno-Zachodniej gen. Nikołaja N. Judenicza. W grudniu tego roku został dowódcą 6 Samodzielnego Dywizjonu Artylerii Lekkiej. Po klęsce wojsk Białych na początku 1920, wyjechał do Polski. Wkrótce zamieszkał we Francji, ale powrócił do Warszawy. Działał w ukraińskich organizacjach kombatanckich.